# Extra omnes
Extra omnes ili Svi van je latinski izraz iz katoličke crkvene tradicije.
Izgovara ga ravnatelj papinskih liturgijskih slavlja u Sikstinskoj kapeli na početku konklave prije izbora pape, kako bi pozvao sve one koji nisu pozvani na izbor na izlazak, budući da je papin izbor tajan. Nakon toga, ravnatelj zatvara vrata Sikstinske kapele. Nekad je taj izraz uvijek izgovarao ravnatelj liturgijskih slavlja, na početku tajnog konzistorija i u početnim fazama koncilskog zasjedanja, s istim pozivom da mjesto napuste neovlaštene osobe.